# Henri Lavedan
Henri Léon Emile Lavedan (9. dubna 1859 Orléans – 4. září 1940 Écaquelon, Eure) byl francouzský novinář, spisovatel a dramatik.

## Životopis
Byl synem katolického, liberálního novináře Léona Lavedana, ředitele Le Correspondant. V roce 1867 začal svá studia v semináři La Chapelle-Saint-Mesmin, který tehdy řídil Félix Dupanloup, biskup z Orléans. Henri začínal jako novinář, spolupracoval s Le Figaro, Gilem Blasem nebo L'Écho de Paris. Do těchto periodik napsal mnoho článků (příběhy a dialogy o pařížském životě), z nichž mnohé byly později shromážděny ve svazcích. Jeden z nich, La Haute, se posmíval aristokratům a otevřel žílu, kterou pak Lavedan na jevišti hojně využíval.
V roce 1890 se představil úspěšným uvedením Une famille v Comédie-Française. R. 1892 byl Le Prince d'Aurec (později přejmenovaný na Les Descendants) odmítnut Julesem Claretie v Comédie-Française, ale měl úspěch v Théâtre du Vaudeville, kde měl více než sto představení.
Následovalo mnoho brilantních a vtipných komedií: Les Deux noblesses (1894), Catherine (1897), Le nouveau jeu (1898), Le Vieux marcheur (1899), Le Marquis de Priola (1902), pokus o přenos mýtu Dona Juana do moderní doby Varennes (1904) – ve spolupráci s G. Lenotrem, Le bon temps (1906), L'assassination du duc de Guise (1908).
Měl úspěch s Le Duel (Comédie-Française 1905), psychologickou studií vztahů dvou bratrů, která byla zfilmována (Duel) a kde byl spoluscenáristou. Do angličtiny ji přeložil Louis N. Parker a hrála se v New Yorku v roce 1906 v Hudson Theatre. Jeho hra The Assassination of the Duke of Guise (1908) byla zdrojem stejnojmenného filmu, který v roce 1908 natočili André Calmettes a Charles Le Bargy.
V době Dreyfusovy aféry se připojil k táboru proti Dreyfusovi a do Ligue de la patrie française, umírněné ligy proti Dreyfusovi. Jeho jméno bylo spojeno s malíři Edgarem Degasem a Augustem Renoirem, básníky José-Mariem de Herediem a Pierrem Louÿsem, skladatelem Vincentem d'Indy aj.
Po první světové válce, hluboké proměně společnosti zobrazené v jeho komediích, se Lavedan rozhodl přestat psát pro divadlo. Vydal romantickou kroniku v 7 svazcích (Le Chemin du Salut, 1920–1924), historickou esej o Svatém Vincentu de Paul (Monsieur Vincent aumônier des galères, 1928) a paměti (Avant l'oublie) publikované v La Petite Illustration (1933–1938).
Byl zvolen do Académie française 8. prosince 1898, kde nahradil Henriho Meilhaca.
V březnu 1898 se oženil s operní pěvkyní Mathilde Auguez, měli dceru Geneviève (1886–1906).
Byl pohřben na hřbitově Père-Lachaise (19e division).

## Dílo
- 1885: Mam’zelle Vertu, Flammarion
- 1887: Lydie
- 1888: Inconsolables
- 1890: Une famille, comédie de mœurs en quatre actes, en prose, représentée la 1re fois le 17 mai 1890 à la Comédie-Française, Paul Ollendorff & Albin Michel — Vol-au-vent, nouvelle parue dans Gil Blas — Nocturnes, Ernest Kolb & Calmann-Lévy
- 1892: Premiers craquements, nouvelle parue dans Gil Blas — Le Prince d'Aurec, vaudeville en trois actes, représentée la 1re fois le 1er juin 1892 au Théâtre du Vaudeville, Calmann-Lévy — Le Nouveau Jeu, roman dialogué, puis comédie en cinq actes, représentée la 1re fois le 8 février 1898 au théâtre des Variétés, Fayard & Flammarion, Kolb
- 1893: Leur cœur — Une cour, Kolb & Calmann-Lévy
- 1894: Je l'ai promis à Gertrude, nouvelle parue dans Gil Blas — Le Lit — Leur beau physique, série de vingt sketches, Ernest Kolb & Calmann-Lévy — Les Deux Noblesses, comédie en trois actes, représentée la 1re fois à l'Odéon le 14 avril 1894, Calmann-Lévy
- 1895: Les Marionnettes, série de onze sketches, Calmann-Lévy & Arthème Fayard & Flammarion — Leurs bêtes, série de cinq sketches, Calmann-Lévy — Le Vieux Marcheur, roman dialogué, puis comédie en cinq actes, représentée la 1re fois le 3 mars 1899 au théâtre des Variétés, Calmann-Lévy & Flammarion — Viveurs, pièce en quatre actes, représentée la 1re fois sur le Théâtre du Vaudeville le 20 novembre 1895, Arthème Fayard & Flammarion
- 1896: Leurs sœurs, série d'études de jeunes filles et de femmes — Les Petites Visites, Calmann-Lévy 7e édition
- 1897: Les Jeunes ou l'Espoir de la France, Calmann-Lévy & Flammarion — Catherine, comédie en quatre actes, représentée la 1re fois à la Comédie-Française, Flammarion — La Valse, série de six nouvelles, la première étant intitulée La Valse, Calmann-Lévy — Les Départs, série de neuf sketches sur le thème du départ, Calmann-Lévy
- 1898: Les Beaux Dimanches, série de quinze nouvelles, Calmann-Lévy
- 1899: Discours de réception à l'Académie française (41 pages) le 28 décembre 1899
- 1900: Servir, pièce en deux actes, représentée pour la 1re fois le 8 février 1913 au Théâtre Sarah-Bernhardt, Flammarion — La Chienne du roi, pièce en un acte, représentée pour la 1re fois le 8 février 1913 au théâtre Sarah-Bernhardt, Flammarion
- 1901: Les Médicis
- 1902: Le Marquis de Priola, pièce en trois actes et en prose, représentée la 1re fois à la Comédie-Française le 6 avril 1902, Ernest Flammarion — C’est servi, série de dix sketches autour de repas, Flammarion
- 1904: Varennes, avec G. Lenotre, pièce en sept tableaux, représentée pour la 1re fois au théâtre Sarah-Bernhardt, Librairie universelle
- 1905: Le Duel, pièce en 3 actes, en prose, représenté pour la 1re fois à la Comédie-Française le 17 avril 1905, Librairie Paul Ollendorff & Albin Michel
- 1906: Le Bon Temps, nouvelle, l'Illustration, Paul Ollendorff & Albin Michel — En visite, pièce en un acte, Molière
- 1908: L’Assassinat du duc de Guise, "drame historique" et scénario du film L'Assassinat du duc de Guise sorti en salle le 17 novembre 1908
- 1908–1913: Bon an, mal an, 6 séries d’articles, Librairie académique Perrin
- 1909: Sire, pièce en 5 actes, représentée la 1re fois à la Comédie-Française le 22 novembre 1909, Albin Michel & Fayard — La Vie courante, Librairie des Annales — La Haute, série de vingt sketches sur la noblesse, Calmann-Lévy
- 1911: Mon filleul, roman dialogué, Pierre Lafitte & Albin Michel — Le Goût du vice, comédie en quatre actes, représentée pour la 1re fois le 10 avril 1911 à la Comédie-Française, L'Illustration & Albin Michel
- 1912: Leur cœur, roman, Albin Michel
- 1915–1921: Les Grandes Heures, 6 séries d’articles, Librairie académique Perrin
- 1916: Dialogues de guerre, Arthème Fayard
- 1917: La Famille française, Librairie académique Perrin
- 1920: La Belle Histoire de Geneviève, roman dialogué, Société littéraire de France & Plon — La Maison Brocatel, Plon
- 1920–1924: Le Chemin du salut, chronique romanesque, 7 vol., Plon Nourrit et Cie [Irène Olette, 1 vol., 1920, Plon – Gaudias, 2 vol., 1921, Plon – Panteau, 2 vol., 1922, Plon – Madame Lesoir, 2 vol., 1924, Plon]
- 1926: La Puce et Gredine, Hachette — Le Vieillard, collection Les âges de la vie, Hachette
- 1927: Monsieur Gastère, roman dialogué, roman de la gourmandise, Plon
- 1928: Monsieur Vincent, aumônier des galères, Collection Le roman des grandes existences, no 17, Plon
- 1929: En confidence, Spes
- 1930: De la coupole aux lèvres, roman dialogué, Albin Michel
- 1932: Bonne Étoile, le drame de l'adoption, roman, Albin Michel
- 1933: Volange, comédien de la foire 1756-1808, suivi de Les battus paient l'amende et de Janot chez le dégraisseur, Librairie Jules Tallandier
- 1933–1938: Avant l’oubli, 4 vol., Plon [Un enfant rêveur, 1 vol. – Écrire, 1 vol. – Les Beaux Jours, 1 vol. – Les Beaux Soirs, 1 vol.]

### Nedatované
- Baignoire 9, Flammarion
- Les Sacrifices, Flammarion
- Émotions, Spes
- Les Portraits enchantés
- Petites Fêtes, Calmann-Lévy
- Le Carnet d'un petit châtelain, Librairie Nilsson

### V češtině
- Ty krásné neděle! – přeložil Bořivoj Prusík. Praha: Edvard Grégr, 1902
- Strojvůdce – úvod František Sekanina; př. Jaroslav Pšenička; in: 1000 nejkrásnějších novel... č. 51. Praha: J. R. Vilímek, 1913
- Postel: deset rozmarných rozhovorů – př. Vladimír Záhorský. Praha: Josef Hladký, 1920
- Spoléhám, že mne vzbudíš: z knihy Le Lit – př. Karel Dyrynk. Praha: Karel Dyrynk, 1926

### Ikonografie
- Dornac, Portrait du romancier et auteur dramatique, Henri Léon Emile Lavedan (1859–1940), dans son rez-de-chaussé, rue d'Astorg, 8e arrondissement, Paris, entre 1885 et 1895, photographie, Paris, musée Carnavalet (notice en ligne [archive])